# كيني ستار
كيني ستار (بالإنجليزية: Kenny Starr)‏ هو كاتب أغاني أمريكي، ولد في 21 سبتمبر 1952 في توبيكا في الولايات المتحدة.